# Victor von Podbielski
Victor Adolf Theophil von Podbielski, född 26 februari 1844 i Frankfurt an der Oder, död 21 januari 1916 i Berlin, var tysk militär, politiker och ämbetsman; son till Theophil von Podbielski.
Podbielski blev 1862 officer, deltog i tyska enhetskriget 1866 och fransk-tyska kriget 1870-71, blev 1888 överste och tog 1891 som generalmajor avsked ur aktiv tjänst. Han ägnade sig därefter åt jordbruk på sitt gods Delmin i provinsen Brandenburg och var 1893-97 ledamot av tyska riksdagen, där han tillhörde det Tysk-konservativa partiet och kraftigt förfäktade jordbruksintressena. 
År 1897 utsågs till allmän förvåning den i civila ämbetsmannavärv oprövade Podbielski till den berömde Heinrich von Stephans efterträdare som statssekreterare och chef för tyska rikspostverket; som sådan vann han emellertid livligt erkännande för administrativ skicklighet och genomförande av praktiska reformer (bland annat organisation av telegraf- och telefonväsendet samt sänkning av postpersonalens arbetstid). Podbielski, som 1895 fått generallöjtnants rang, var 1901-06 preussisk jordbruksminister och kom därvid genom sitt energiska hävdande av särskilt storgodsägarnas agrarintressen ofta i skarp konflikt med andra intressegrupper. Han gjorde sig efter sitt utträde ur det politiska livet bemärkt som den främste representanten för den moderna idrottsrörelsen i Tyskland.